# Малый Осовец
Малый Осове́ц (бел. Малы Асавец) — деревня в составе Маховского сельсовета Могилёвского района Могилёвской области Республики Беларусь.

## Географическое положение
Ближайшие населённые пункты: Махово.

## Население
- 1999 год — 150 человек
- 2010 год — 84 человека